# Franz Grave
Franz Grave (* 25. November 1932 in Essen; † 19. Februar 2022 ebenda) war ein deutscher Geistlicher und römisch-katholischer Weihbischof im Bistum Essen.

## Leben
Franz Grave studierte nach seinem Abitur am Gymnasium Borbeck 1953 Philosophie und Theologie. Am 2. Februar 1959 empfing er in der Essener Domkirche durch Bischof Franz Hengsbach das Sakrament der Priesterweihe und war anschließend als Kaplan in Duisburg-Beeck tätig. 1965 wurde er Religionslehrer an der städtischen Gustav-Stresemann-Realschule in Duisburg. Gleichzeitig wirkte er als Subsidiar in der Gemeinde St. Maximilian in Duisburg-Ruhrort. Am 1. Juni 1966 wurde er zum Diözesanpräses der Deutschen Kolpingsfamilie im Bistum Essen ernannt und war gleichzeitig Präses der Kolpingsfamilie Essen-Zentral.
1970 übernahm Grave die Leitung des Dezernat 4 im Bischöflichen Generalvikariat und war somit für den Bereich Entwicklung pastoraler Dienste – Zielgruppenseelsorge im Seelsorgeamt verantwortlich. 1973 verlieh ihm Papst Paul VI. den Titel Kaplan Seiner Heiligkeit. 1978 wurde Grave zum residierenden Domkapitular berufen. Als Diözesanpräses der Katholischen Arbeitnehmer-Bewegung (KAB) trat er 1979 seinen Dienst an. 1982 ernannte ihn Johannes Paul II. zum Päpstlichen Ehrenprälaten.
Am 31. März 1988 wurde Franz Grave von Papst Johannes Paul II. zum Titularbischof von Tingaria und zum Weihbischof in Essen ernannt. Sein Wahlspruch lautet Mundi salvator dominus („Erlöser der Welt ist der Herr“). Die Bischofsweihe spendete ihm der kurz darauf zum Kardinal kreierte Essener Diözesanbischof Franz Hengsbach am 3. Mai desselben Jahres im Essener Dom; Mitkonsekratoren waren die Weihbischöfe Julius Angerhausen und Wolfgang Große.
Nach dem Tod von Franz Kardinal Hengsbach am 24. Juni 1991 übernahm Grave die kommissarische Leitung der bischöflichen Aktion Adveniat. 1992 wählte ihn die Deutsche Bischofskonferenz zum Vorsitzenden der Adveniat-Kommission. Diese Aufgabe, die mit zahlreichen Lateinamerika-Reisen verbunden war, nahm er bis 2008 wahr. Von 1999 bis 2008 war er Mitglied der Päpstlichen Kommission für Lateinamerika. 1993 wurde Grave von Bischof Hubert Luthe zum Bischofsvikar für weltkirchliche und gesellschaftliche Aufgaben ernannt.
Nach dem Amtsverzicht des Bischofs Hubert Luthe wurde Grave am 27. Mai 2002 vom Essener Domkapitel zum Diözesanadministrator gewählt. Mit dieser Aufgabe war er bis zur Ernennung des dritten Bischofs von Essen, Felix Genn, beauftragt.
Am 27. Juni 2008 nahm Papst Benedikt XVI. Graves aus Altersgründen vorgebrachtes Rücktrittsgesuch an. Der Weihbischof feierte am 4. Oktober 2008, dem Festtag seines Namenspatrons Franz von Assisi, eine Dankmesse unter Teilnahme aller Bischöfe von Essen. Im anschließenden Festakt dankte Bischof Felix Genn ihm für seinen langjährigen Dienst im Bistum. Grave war anschließend als Seelsorger in der Mülheimer Pfarrei St. Mariae Geburt tätig.
Besondere Anliegen von Grave waren der interkulturelle Dialog mit Lateinamerika und Projekte zur Bekämpfung der Jugendarbeitslosigkeit und zur Förderung benachteiligter Jugendlicher. Er war unter anderem Initiator des 2002 gegründeten Bündnisses für Erziehung NRW. Im Kuratorium der gemeinnützigen Fasel-Stiftung in Duisburg wirkte er von 2001 bis 2018 mit, seit Ende 2009 als dessen Vorsitzender.
Am 24. Juli 2011 leitete er die zentrale Gedenkfeier zum Unglück bei der Loveparade in Duisburg mit.
Er verstarb am 19. Februar 2022 im Alter von 89 Jahren.

## Ehrungen und Auszeichnungen
- 1989: Verdienstorden der Bundesrepublik Deutschland: Verdienstkreuz 1. Klasse
- 2001: Ehrendoktorwürde der Katholischen Universität „Nuestra Señora Reina de la Paz“ (Universidad Católica de Honduras Nuestra Señora Reina de la Paz, UNICAH) in Tegucigalpa in Honduras[6]
- 2001: Ehrenmitgliedschaft der katholischen Studentenverbindung A.V. Cheruscia zu Münster im CV.
- 2006: Verdienstorden des Landes Nordrhein-Westfalen
- 2010: Verdienstorden der Bundesrepublik Deutschland: Großes Verdienstkreuz für sein vielfältiges Wirken im Ruhrgebiet, insbesondere in der Gemeinsamen Sozialarbeit der Konfessionen (GSA) im Bergbau und in der Industrie und seines Engagements bei Betriebsschließungen wie der des Nokia-Werks Bochum
- 2010: Ehrenpreis zum Heinrich-Brauns-Preis für sein Lebenswerk

## Schriften
- Heilige unserer Heimat. Anregungen – Hilfen – Vorschläge. Begleitheft. Herausgegeben vom Seelsorgerat des Bistums Essen, Essen 1974.
- Nahe bei den Menschen. Begegnungen auf dem „Kontinent der Hoffnung“. Echter-Verlag, Würzburg 1996, ISBN 3-429-01845-5.
- mit Ulrich Engelberg: Kuba. Kirche im Aufbruch. Echter-Verlag, Würzburg 1998, ISBN 3-429-02045-X.
- mit Dorothea Meilwes: Reichtum der Armen, Armut der Reichen. Lateinamerika an der Schwelle des dritten Jahrtausends. Don Bosco Medien, München 2001, ISBN 3-7698-1318-9.
- Leuchtende Spuren. Gemeinsam auf dem Weg in eine solidarische Welt. Don Bosco Medien, München 2007, ISBN 978-3-7698-1656-3.